# Stadhuis van Hengelo
Het stadhuis van Hengelo is het gemeentehuis van de gemeente Hengelo.
Het stadhuis is gebouwd tussen 1958 en 1963 naar een ontwerp van de architecten J.F. Berghoef en J.F. Hondius. Beeldende kunstenaars J. van Eyl, J. Goeting en F. Jacobs hebben een bijdrage geleverd aan het bouwwerk. Het stadhuis staat aan het Burgemeester Jansenplein 1, gelegen in het centrum van Hengelo. Er zitten Scandinavische en Italiaanse stijlkenmerken, vermengd met Saksische bouwwijzen, in het gebouw.
Het gebouw was tot 19 juni 2015 een gemeentelijk monument van Hengelo en is toen ingeschreven in het register van rijksmonumenten.

## Stadhuistoren
Bij het stadhuis staat een markante toren, die tegenwoordig de karakteristieke blikvanger van Hengelo is. Berghoef baseerde zich bij het ontwerp ervan op klassieke voorbeelden in Toscane: de Torre del Mangia en de toren van het Palazzo Vecchio.
De totale hoogte van de toren bedraagt 59 meter. Aan elke zijde is ter hoogte van het bordes een uurwerk met wijzerplaat aangebracht. Boven in de toren bevindt zich een carrilon met 59 klokken. Aan de binnenzijde van de toren zijn wandschilderingen aangebracht met 'Witte Wiev'n', van de hand van Piet Verberne (1930-2018).

## Galerij

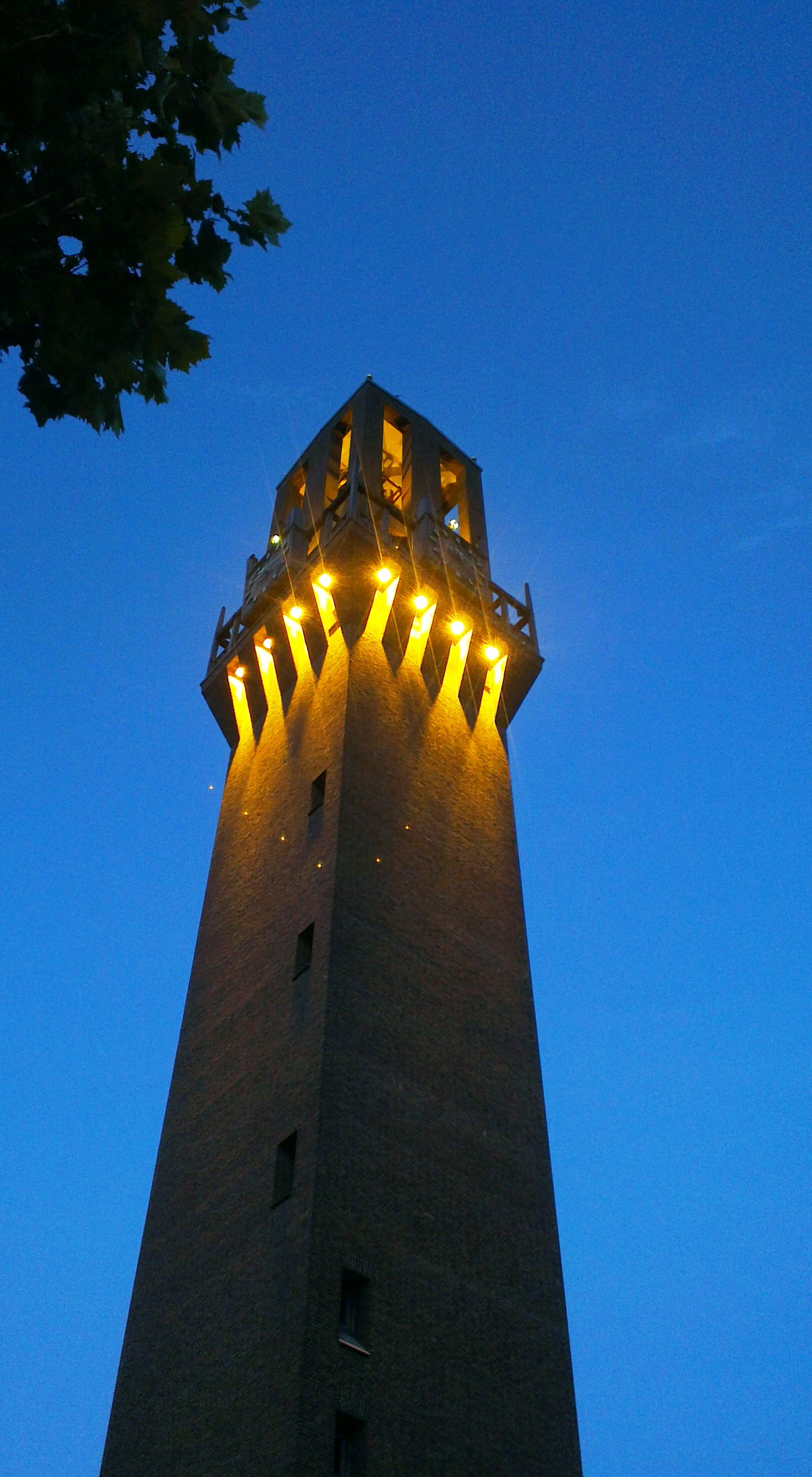
Stadhuistoren

## Bron
- Hengelo Stadhuisdode link
- Rijksmonumentenregister 532134
- Torens naar Toscaans voorbeeld
- Het verhaal van Hengelo.